# Эттингены (Прибалтика)
Эттингены (нем. von Oettingen) — дворянский род.

## Происхождение и история рода
Первое документальное свидетельство относится к концу XV века, Ламберт Оттинг записан в 1480 г. бюргером в Ревеле. Непрерывная родословная начинается в 1548 с Эверта Оттинга (†1581) — купец, позже бургомистр Риги.
27 июня 1687 г. Карл XI возвёл в дворянское достоинство с фамилией фон Эттинген Иоганна Оттинга, члена рижского муниципалитета, бургомистра и консисториаль-президента. Род был внесён в матрикулы лифляндского (1745 г.), эстляндского (1838 г.) и курляндского (1860 г.) рыцарства.
В XIX в. семья Эттингенов пользовалась большим влиянием в Лифляндской губернии. Особенно известны пять братьев:
- Август Георг Фридрих (1823—1908) — губернатор Лифляндии (1862—1868), градоначальник Риги (1886—1889);
- Георг Филипп (1824—1919) — врач-офтальмолог, декан медицинского факультета (1867—1868), ректор Тартуского университета (1868—1876), градоначальник Тарту (1878—1891)
- Александр Константин (1827—1905) — профессор систематического богословия Тартуского университета и декан теологического факультета;
- Эдуард Рейнгольд (1829—1919) — чиновник и политик[1];
- Артур Иоахим (1836—1920) — профессор физики.

Семье Эттингенов принадлежали мызы Люденгоф, Йензель, Коппельман, Визуст и другие на севере Дерптского (Юрьевского) уезда.

## Описание герба
В чёрном поле два золотых офицерских жезла, перевитых серебряной лентой, сверху и снизу по серебряной 5-лучевой звезде.
На щите дворянский коронованный шлем. Нашлемник: золотая львиная голова. Намёт на щите чёрный, подложенный справа золотом, слева серебром.